# 新真诚
新真诚（与后后现代主义密切相关并时常被描述为它的同义词）是在音乐、美学、文学小说、影评、诗歌、文学评论和哲学上兴起的一种趋势。它通常描述了扩大和摆脱后现代主义的讽刺与犬儒主义概念的创作，有部分回归现代主义的表现。尽管它是由美国作家戴维·福斯特·华莱士所推广的，其使用最早可以追溯到1980年代中期。

## 在音乐上
1985至1990年间，“新真诚”被用作以奧斯汀为中心的一群零散另类摇滚乐队的总称，它们被视作为对当时尚不知名的音乐运动（例如朋克摇滚和新浪潮）的讽刺性的展望的回应。在使用中将“新真诚”一词与这些乐队联系起来始于奥斯丁朋克摇滚作家Jesse Sublett对他的朋友，当地音乐作家Margaret Moser的一条不客气的评论。根据作者Barry Shank的说法，Sublett说：“所有这些新真诚乐队都是废物。” Sublett（在他自己的网站上）称他的话被错误引用了，他实际上告诉Moser的是，“这对我来说都是新的诚意...这不是我的菜。” 无论如何，Moser开始使用这些句子，其最终成为了这些乐队的流行语。
在美国国内，最成功的“新真诚”乐队是在1985到1991年间发行了四个受到好评的专辑的The Reivers（原名Zeitgeist）乐队。由Alejandro Escovedo和Jon Dee Graham领导的True Believers乐队也受到了广泛的批评性的赞美和来自奥斯汀当地的好评，但是乐队存在难以在录制时捕获现场声音等问题。其它重要的“新真诚”乐队包括有Doctors Mob乐队、Wild Seeds乐队和Glass Eye乐队。另一个标志性的“新真诚”人物是古怪但是备受赞誉的歌曲作者丹尼爾·約翰斯頓。
尽管受到了广泛的关注（包括《滚石》杂志在全美国的覆盖以及1985年的MTV节目The Cutting Edge），但没有一个“新真诚”乐队取得了较大的商业成功，而“光景”在几年内就结束了。
其它音乐作家也使用“新真诚”来描述后来的表演者，例如拱廊之火、Conor Oberst、貓女魔力、Devendra Banhart、Joanna Newsom、中性牛奶飯店、Sufjan Stevens和Idlewild，此外还有奥斯汀的Okkervil River、Leatherbag和Michael Waller。

## 作为一个文化运动
“新真诚主义”自2002年开始受到PRI的The Sound of Young America，其自称为“关于酷炫事物的公共广播节目”，的主持人Jesse Thorn的赞扬。Thorn将新真诚视为一场由格言“最多乐趣（Maximum Fun）”和“更加酷炫（Be More Awesome）”组成的文化运动。它颂扬特大规模的欢乐庆祝，并反对讽刺，尤其是对文化作品的讽刺。Thorn在他的节目和采访中提出了这一观点，一份俄罗斯后苏联审美理论的学术研究中以“新真诚”一词的美国普及者的身份提及了Thorn。Thorn提出的概念的典型解释是这份2006年的“新真诚宣言”：

什么是新真诚主义？你可以认为它像战神金刚一样拥有讽刺和诚意，以形成一种令人惊叹的力量；或者认为它是缺乏讽刺和诚意的，那里更少便（显然）是更多。如果这让你的大脑感到紧张的话，想想Evel Knievel。容我坦率地说，没有办法可以从字面上来欣赏Evel Knievel。Evel是那种连小说都无法描绘的人，因为现实实在是太夸张了。这是一个穿着红白蓝三色皮衣连身裤，开着某种火箭车，通过从东西上面跳过去来收获名利的人。这是一个就像小蜘蛛出现在在漫画书封面上一样自然的真人。简而言之，Evel Knievel令大家惊叹。但同样的道理，他也不是讽刺的。实际情况是，Evel他是，一言以蔽之，酷炫的……我们的问候方式：两个竖起的大拇指。我们的信条：“更加酷炫”。我们的生活方式：“最多乐趣”。将警惕置之脑后吧，朋友，用新真诚主义的方式活着。